# Silence-Lotto/2008
Deze pagina geeft een overzicht van de wielerploeg Silence-Lotto in 2008.
| Naam                  | Geboortedatum | Nationaliteit | Ploeg 2007             |
| --------------------- | ------------- | ------------- | ---------------------- |
| Mario Aerts           | 31-12-1974    | België        |                        |
| Volodymyr Bileka      | 06-02-1979    | Oekraïne      | Discovery Channel      |
| Christophe Brandt     | 06-05-1977    | België        |                        |
| Dario Cioni           | 02-12-1974    | Italië        |                        |
| Dominique Cornu       | 10-10-1985    | België        |                        |
| Francis De Greef      | 02-02-1985    | België        | Davitamon-Win for Life |
| Dries Devenyns        | 22-07-1983    | België        |                        |
| Wim De Vocht          | 29-04-1982    | België        |                        |
| Glenn D'Hollander     | 28-12-1974    | België        | Chocolade Jacques      |
| Bart Dockx            | 02-09-1981    | België        |                        |
| Cadel Evans           | 14-02-1977    | Australië     |                        |
| Gorik Gardeyn         | 17-03-1980    | België        | Unibet.com             |
| Nick Gates            | 10-03-1972    | Australië     |                        |
| Leif Hoste            | 17-07-1977    | België        |                        |
| Pieter Jacobs         | 06-06-1986    | België        | Unibet.com             |
| Olivier Kaisen        | 30-04-1983    | België        |                        |
| Matthew Lloyd         | 24-05-1983    | Australië     |                        |
| Robbie McEwen         | 24-06-1972    | Australië     |                        |
| Jaroslav Popovytsj    | 04-01-1980    | Oekraïne      | Discovery Channel      |
| Jürgen Roelandts      | 02-07-1985    | België        | Davitamon-Win For Life |
| Bert Roesems          | 14-10-1972    | België        |                        |
| Roy Sentjens          | 15-12-1980    | België        |                        |
| Geert Steurs          | 24-09-1981    | België        |                        |
| Maarten Tjallingii    | 05-11-1977    | Nederland     | Skil-Shimano           |
| Greg Van Avermaet     | 17-05-1985    | België        |                        |
| Jurgen Van den Broeck | 01-02-1983    | België        |                        |
| Wim Van Huffel        | 28-05-1979    | België        |                        |
| Wim Vansevenant       | 23-12-1971    | België        |                        |
| Johan Vansummeren     | 04-02-1981    | België        |                        |

## Overwinningen
Ruta del Sol
2e etappe: Cadel Evans
Giro del Capo
4e etappe: Dominique Cornu
Paris-Nice
4e etappe: Cadel Evans
Internationale Wielerweek
4e etappe: Cadel Evans
Eindklassement: Cadel Evans
Ronde van Romandië
2e etappe: Robbie McEwen
Ronde van België
3e etappe: Greg Van Avermaet
Ronde van Zwitserland
3e etappe: Robbie McEwen
4e etappe: Robbie McEwen
Nationale kampioenschappen
Australië (wegwedstrijd): Matthew Lloyd
België (wegwedstrijd): Jürgen Roelandts
Ronde van Wallonië
3e etappe: Greg Van Avermaet
Ronde van de Ain
2e etappe: Greg Van Avermaet
GP Stad Zottegem
Roy Sentjens
Vattenfall Cyclassics
Robbie McEwen
Parijs-Brussel
Robbie McEwen
Ronde van Polen
5e etappe: Jürgen Roelandts
Ronde van Spanje
9e etappe: Greg Van Avermaet
Circuit Franco-Belge
3e etappe: Jürgen Roelandts
1985 · 1986 · 1987 · 1988 · 1989 · 1990 · 1991 · 1992 · 1993 · 1994 · 1995 · 1996 · 1997 · 1998 · 1999 · 2000 · 2001 · 2002 · 2003 · 2004 · 2005 · 2006 · 2007 · 2008 · 2009 · 2010 · 2011 · 2012 · 2013 · 2014 · 2015 · 2016 · 2017 · 2018 · 2019 · 2020 · 2021 · 2022 · 2023 · 2024 · 2025
AG2R-La Mondiale · Astana · Bouygues Télécom · Caisse d'Epargne · Cofidis, Le Crédit par Téléphone · Team Columbia · Crédit Agricole · Team CSC · Euskaltel-Euskadi · La Française des Jeux · Team Gerolsteiner · Lampre-Fondital · Liquigas-Bianchi · Team Milram · Silence-Lotto · Quick·Step-Innergetic · Rabobank · Saunier Duval-Scott